# Bucea, Kiev-Sveatoșîn
Bucea (în ucraineană Буча) este un sat în comuna Buzova din raionul Kiev-Sveatoșîn, regiunea Kiev, Ucraina.

## Demografie
Componența lingvistică a localității Bucea
     Ucraineană (92,36%)
     Rusă (7,64%)
Conform recensământului din 2001, majoritatea populației localității Bucea era vorbitoare de ucraineană (92,36%), existând în minoritate și vorbitori de rusă (7,64%).